# Reise im August
Reise im August ist ein Jugendbuch von Gudrun Pausewang, in dem die Reise des jüdischen Mädchens Alice in ein Konzentrationslager beschrieben wird. Transportiert wird sie in einem Viehwagon, sie beschreibt die Reise, die alle Mitgefangenen zusammengepfercht wie Tiere, hungernd und durstend und unter menschenunwürdigen hygienischen Bedingungen erleben. Das Buch endet, nachdem die Personen die Dusche betreten haben, mit dem Satz: "Sie hob die Arme und öffnete die Hände."
Der Roman stand 1993 auf der Empfehlungsliste des Gustav-Heinemann-Friedenspreises der Landeszentrale für politische Bildung NRW, 1997 wurde Gudrun Pausewang dafür mit dem Birmingham Children’s Book Award ausgezeichnet.